# Wolanów (województwo mazowieckie)
Wolanów (dawniej też: Wola Kowalska, Wola Świętej Doroty) – wieś w Polsce położona w województwie mazowieckim, w powiecie radomskim, w gminie Wolanów. Ma status sołectwa. Siedziba gminy Wolanów. Dawniej miasto.
W latach 1975–1998 miejscowość należała administracyjnie do województwa radomskiego.
Przez wieś przebiega trasa drogi wojewódzkiej nr 733 oraz droga krajowa nr 12.
| SIMC    | Nazwa     | Rodzaj    |
| ------- | --------- | --------- |
| 0641800 | Kowalanka | część wsi |

## Historia
Prywatna wieś szlachecka, położona była w drugiej połowie XVI wieku w powiecie radomskim województwa sandomierskiego.
Wolanów został założony przez Ignacego Jankowskiego w 1773 r. na gruntach wsi Wola. Prawa miejskie nadał osadzie król Stanisław August Poniatowski. Prawa te Wolanów utracił w 1869 r.
Podczas okupacji niemieckiej, 22 grudnia 1941 roku Niemcy utworzyli tu getto dla żydowskich mieszkańców. Przebywało w nim około 600 Żydów z Wolanowa, Przytyku i okolic. W sierpniu 1942 zostali wywiezieni do getta w Szydłowcu, a stamtąd do obozu zagłady Treblinka II i tam zamordowani.

## Religia
We wsi znajduje się parafia rzymskokatolicka św. Doroty, której pierwotny drewniany kościół, uznany za zabytek sztuki ludowej, został przeniesiony do Muzeum Wsi Radomskiej.

## Galeria

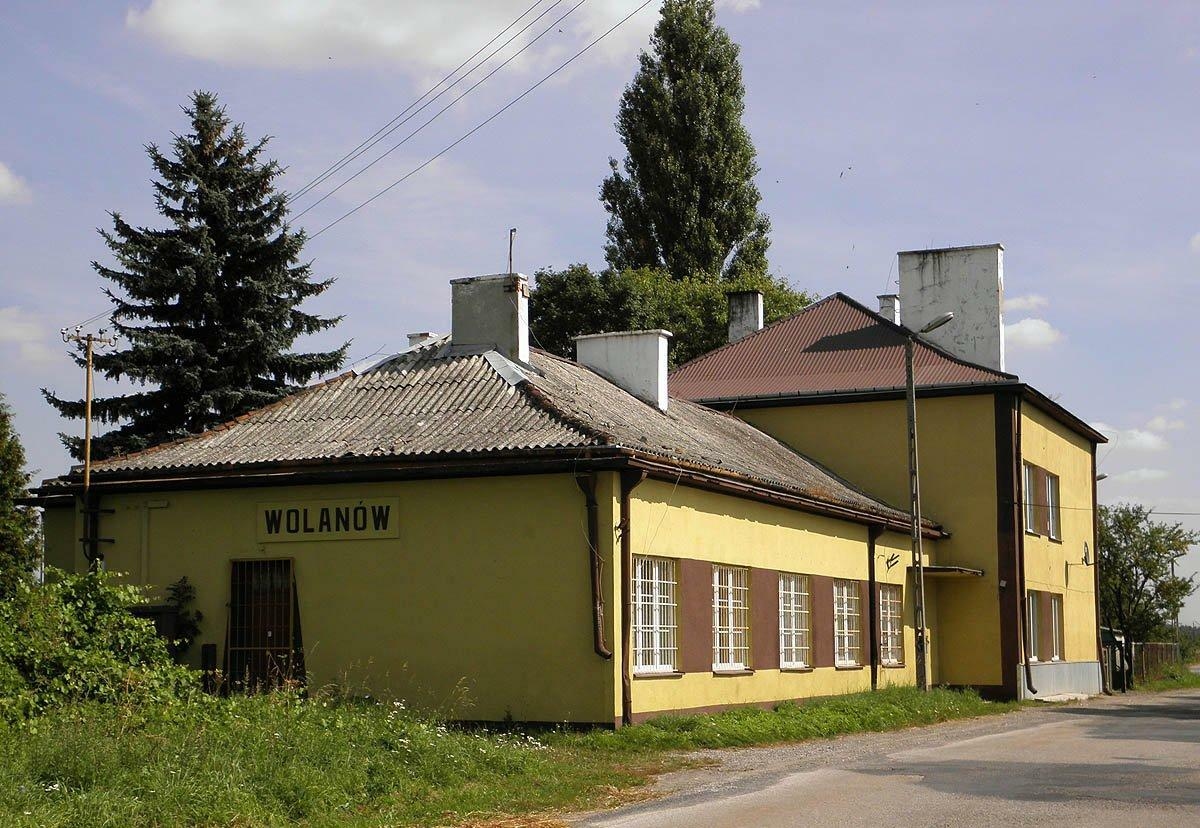
Dworzec kolejowy
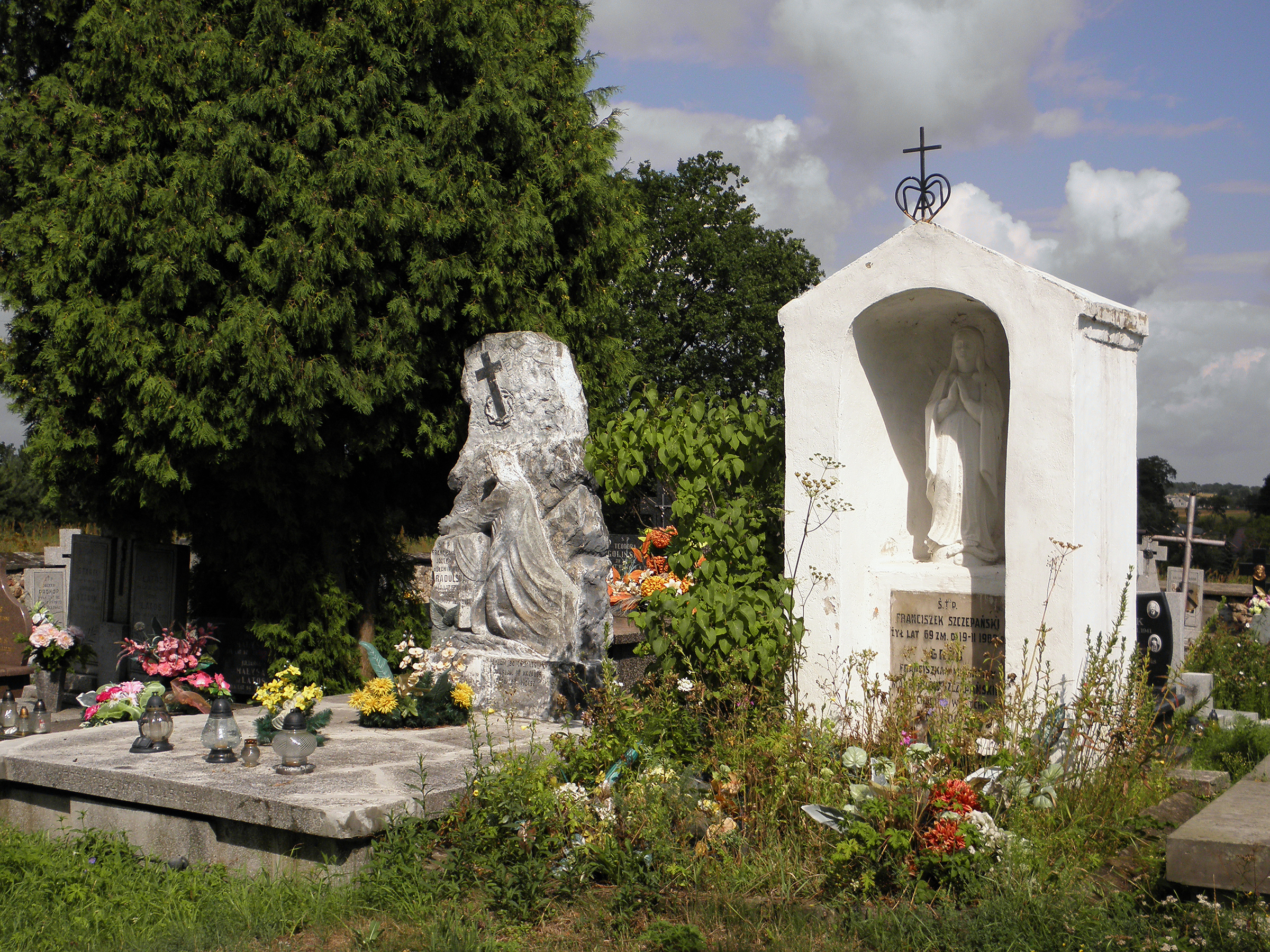
Cmentarz katolicki
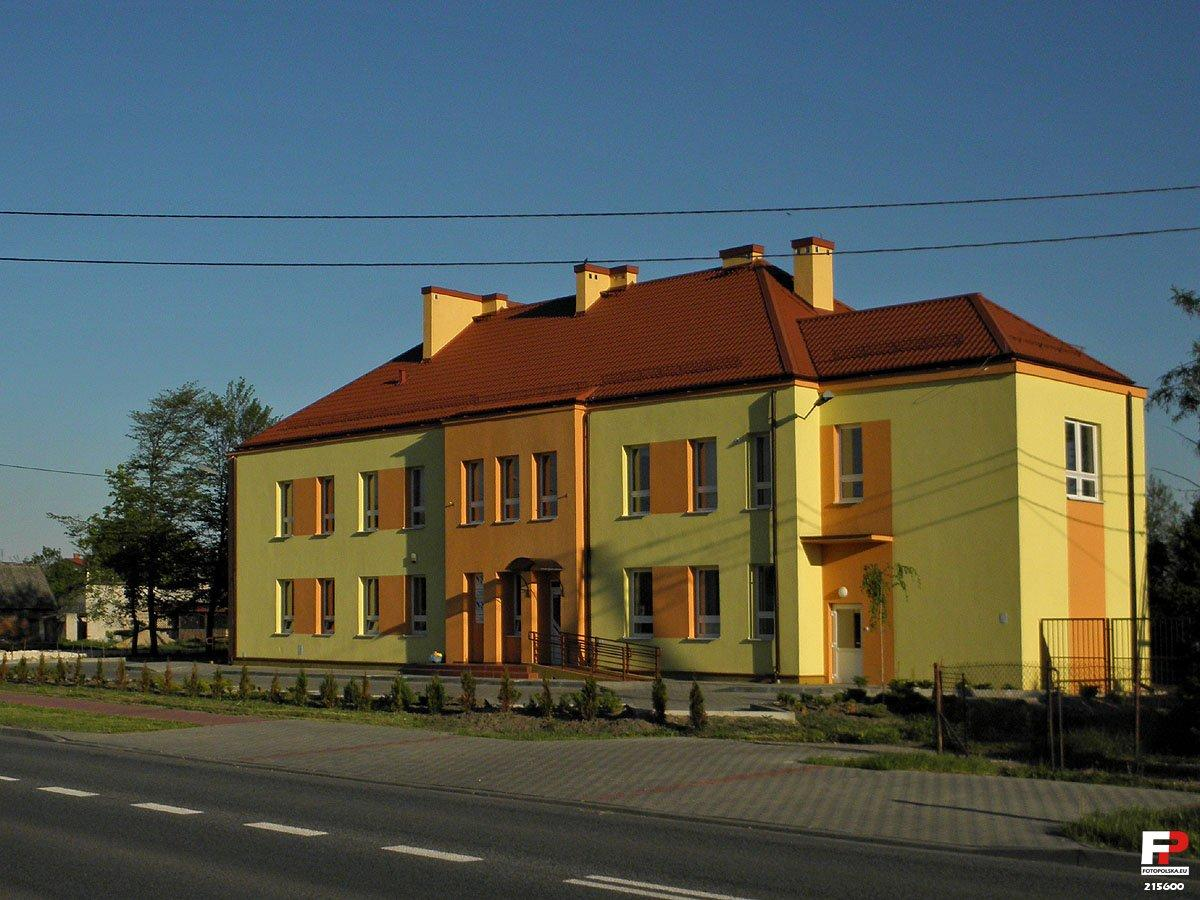
Przychodnia